# Michael Andreas Barclay de Tolly
Fyrst Michael Andreas Barclay de Tolly (døbt 27. december (jul.: 16. december), død 26. maj (jul.: 14. maj) 1818 ) var en russisk feltmarskal, der havde en fremtrædende plads i Napoleonskrigene.
Barclay blev født i en baltisk tysk familie fra Livland. Hans far var den første af hans familie, der blev optaget i den russiske adel. Barclay sluttede sig til den kejserlige russiske hær i en ung alder i 1776. Han tjente med udmærkelse i den russisk-tyrkiske krig (1787-92), den russisk-svenske krig (1788-90) og Kościuszko-opstanden (1794).(p. 172) 
I 1806 fik Barclay kommando under Napoleonskrigene og udmærkede sig ved slaget ved Pułtusk samme år. Han blev såret i slaget ved Ejlau i 1807, mens hans tropper dækkede den russiske hærs tilbagetog. Han blev såret og måtte afgive kommandoen. Året efter gennemførte han vellykkede operationer i den finske krig mod Sverige. Barclay ledede et stort antal russiske tropper omkring 100 km på tværs af den frosne Botniske Bugt om vinteren under en snestorm. For sine præstationer blev Barclay de Tolly udnævnt til generalguvernør for Storhertugdømmet Finland.(p. 26)  Fra 20. januar 1810 til september 1812 var han det russiske imperiums krigsminister.
Da den franske invasion af Rusland begyndte i 1812, var Barclay de Tolly øverstkommanderende for Ruslands 1. vestlige armé, den største hær, der stod over for Napoleon. Barclay fulgte den brændte jords-taktik fra begyndelsen af den ranske invasion, selvom dette gjorde ham upopulær blandt russerne. Efter at slaget ved Smolensk ikke formåede at standse franskmændene, og utilfredsheden blandt russerne fortsatte med at vokse, udnævnte Aleksandr 1. Mikhail Kutuzov til øverstkommanderende, selvom Barclay forblev ansvarlig for den 1. armé. Kutuzov fortsatte dog den samme brændte jords taktik og fortsatte tilbagetoget op til Moskva, hvor slaget ved Borodino fandt sted i nærheden. Barclay kommanderede den russiske højre flanke under slaget. Efter Napoleons tilbagetog fra Rusland blev Barclay en helt blandt russerne og hans taktik blev berømmet. Han blev øverstkommanderende i 1813 efter slaget ved Bautzen, og erstattede Peter Wittgenstein (som var blevet udnævnt efter Kutuzovs død tidligt i 1813) og ledede indtagelsen af Paris, for hvilket han blev udnævnt til feltmarskal. Hans helbred svigtede ham senere, og han døde i 1818 i Tyskland på vej til at få behandling.